# 初音未来 -歌姬计划- f
《初音未来 -歌姬计划- f》（日語：初音ミク -Project DIVA- f）是一款由世嘉与Crypton Future Media为PlayStation Vita和PlayStation 3平台开发的音乐游戏。这是初音未來 -名伶計畫-系列的第五款游戏，也是歌姬计划系列中首款跨平台的游戏。《初音未来 -歌姬计划- f》于2012年8月30日发布于PlayStation Vita平台，2013年3月7日发布于PlayStation 3平台。

## 影响
凭借《-歌姬计划- f》的影响，PSV在游戏的PSV版本发行当周的周销量榜中首次以50,070的销量超过3DS和3DSLL。